# Антей (НПО)
НПО «Анте́й» (Научно-производственное объединение «Антей») — объединение предприятий, созданное в 1983 году в соответствии с приказом Министра радиоэлектронной промышленности СССР № 640.

## История
НПО «Антей» на момент создания в 1983 году состояло из трёх предприятий:
- Научно-исследовательский электромеханический институт (г. Москва).
- Научно-исследовательский институт «Стрела» (г. Тула).
- завод «Арсенал» (г. Тула).

В 1988 году НПО «Антей» включало уже девять предприятий, в том числе ПО «Ижевский электромеханический завод» и ПО «Марийский машиностроитель».
В 1991 году в связи с изменениями законодательства НПО «Антей» было преобразовано в Концерн «Антей».
Постановлением Правительства Российской Федерации от 01.12.1994 г. № 1309 на базе Концерна «Антей» было создано АООТ Промышленная компания «Концерн „Антей“» с закреплением 100 % его акций в федеральной собственности. Состав концерна насчитывал уже пятнадцать предприятий.
В 2002 году была начата реализация федеральной целевой программы «Реформирование и развитие оборонно-промышленного комплекса (2002—2006 годы)», в основу которой положено образование вертикально-интегрированных структур из числа предприятий оборонно-промышленного комплекса России.
Указом Президента Российской Федерации № 56 от 05.02.2015 ОАО Промышленная компания «Концерн „Антей“» было ещё больше расширено за счёт слияния с НПО Алмаз и другими предприятиями и переименовано в «Концерн ПВО «Алмаз-Антей». В него вошли сорок шесть промышленных и научно-исследовательских предприятий и организаций.